# Waitsfield (Vermont)
Waitsfield est une municipalité (town) américaine de l'État du Vermont, située dans le comté de Washington. Lors du recensement de 2020, sa population s'élevait à 1 844 habitants.

## Géographie
Waitsfield est située dans le centre du Vermont, au sud-ouest de Montpelier, dans la vallée de la Mad River, entre les montagnes Vertes à l'ouest et les montagnes Northfield à l'est. Son territoire qui s'étend sur 69,7 km2, comprend les localités principales de Waitsfield et Irasville.
| Duxbury | Moretown   |            |
| Fayston | Waitsfield | Northfield |
|         | Warren     |            |

## Histoire
Waitsfield est fondée par une charte du Vermont le 25 février 1782 accordée à plusieurs généraux de la guerre d'indépendance dont Roger Enos et Benjamin Wait, auquel la ville doit son nom.

## Politique et administration
La municipalité est administrée par un conseil de trois membres élus (Selectboard) qui est responsable de la conduite générale des affaires locales. Il a pour fonctions de publier les règlements locaux, préparer le budget, superviser toutes les dépenses, gérer les employés municipaux et contrôler les bâtiments et les biens publics. Il est assisté de « justices de paix » élus et d'un administrateur (clerk town), réunis au sein du Conseil de l'autorité civile.

## Économie
La municipalité abrite des restaurants et des établissements hôteliers dont l'activité est principalement soutenue par le présence de deux stations de ski à proximité, Sugarbush Resort à Warren et Mad River Glen à Fayston.